# Koszary przy ulicy Moniuszki w Braniewie
Koszary przy ul. Moniuszki w Braniewie (tzw. „białe koszary”) – były kompleks wojskowy przy ul. Moniuszki w Braniewie wzniesiony w 1898 roku. Do 1918 stacjonowały w nim wojska armii pruskiej, następnie mieściły się tu siedziby m.in. szkoły policyjnej i Reichsarbeitsdienst. Po wojnie stacjonowały tu jednostki WOP oraz Wojska Polskiego. 31 grudnia 1989 kompleks został opuszczony przez wojsko i przekazany miastu. Współcześnie jest to siedziba m.in. Szkoły Podstawowej nr 5 im. Ziemi Braniewskiej oraz Specjalnego Ośrodka Szkolno-Wychowawczego.

## Lokalizacja
Koszary znajdują się przy ul. Stanisława Moniuszki w Braniewie, naprzeciw wybudowanej kilka lat wcześniej stadniny koni (1889–1891), w pobliżu domu prowincjonalnego sióstr katarzynek (1906). Niemal równocześnie z kompleksem koszarowym wybudowano również, położoną tuż za nim, jednotorową linię kolei nadzalewowej Haffuferbahn (1897–1899).

## Historia do 1945
Po 1772 roku Braniewo przestało być miastem biskupim i stało się miastem garnizonowym. Nim jednak w 1898 roku wybudowano pierwsze koszary w mieście (tzw. „białe koszary”), w XIX wieku żołnierze batalionu fizylierów kwaterowali w wynajętych domach, m.in. w barakach/stodołach przy Teichstraße.
Kompleks wojskowy przy ul. Stanisława Moniuszki (wówczas Rodelshöfer Straße) z przeznaczeniem dla pruskich artylerzystów wzniesiony został w ostatnich latach XIX wieku – oddany został do użytku 1 października 1898 roku. 1 października 1900 r. otwarto lazaret wojskowy obok koszar na ulicy Moniuszki (budynek stał do 1945 r. naprzeciwko klasztoru, wzniesiony w podobnym stylu jak sąsiednie koszary). W latach 1912–1914 w koszarach stacjonował III batalion 5. Zachodniopruskiego Pułku Piechoty (5. Westpreußische Infanterie-Regiment Nr. 148). W czasie I wojny światowej, w latach 1914–1918, w koszarach przy ul. Moniuszki działał szpital wojskowy (lazaret) dla żołnierzy rannych podczas działań wojennych. Koszary zajmowane były do roku 1918 przez wojska armii pruskiej, a następnie przez pododdziały porządkowe (policyjne) Republiki Weimarskiej.
Następnie koszary mieściły szkołę policyjną. Około 1925 roku w opuszczonych budynkach zaczęto osiedlać rodziny z nizin społecznych. Stan obiektów nie przedstawiał się wówczas najlepiej (w budynkach nie było np. sanitariatów, znajdowały się one w osobnych barakach). Od 1933 roku kompleks koszarowy zaczęła przejmować szkoła dowodzenia Służby Pracy Rzeszy (Reichsarbeitsdienst, RAD – masowa organizacja przystosowania obywatelskiego i wojskowego młodzieży w III Rzeszy, która w trakcie II wojny światowej wykonywała funkcje pomocnicze wobec Wehrmachtu). Dotychczasowych mieszkańców wysiedlano m.in. do mieszkań w dzielnicy Koźlin.
W 1935 roku wprowadzono w Rzeszy obowiązek służby wojskowej, co spowodowało, że Braniewo z powrotem stało się silnym miastem garnizonowym. W mieście wzniesiono dwa nowe nowoczesne potężne kompleksy koszarowe – wzdłuż Stadtwald Chaussee (drogi do Lasu Miejskiego, obecnie ul. Władysława Sikorskiego) i przy Yorckstraße (al. Wojska Polskiego), gdyż istniejący kompleks koszar z końca XIX wieku nie nadawał się do zakwaterowania tak znacznej ilości pododdziałów.

## Historia od 1945

### Lata 1945–1989
20 marca 1945 roku Braniewo zajęły wojska 3 Frontu Białoruskiego. 16 sierpnia 1945 r. podpisano w Moskwie umowę ustanawiającą w pobliżu Braniewa granicę polsko-radziecką. W związku z wytyczoną ok. 7 km na północ od miasta granicą państwową pomiędzy Polską a ZSRR doszło nowe strategiczne zadanie – strzeżenia wytyczonej granicy polsko-radzieckiej. „Białe koszary” zostały zaadaptowane przez Wojska Ochrony Pogranicza. W tym samym roku, 1945, w koszarach utworzono 22 Komendę Odcinka Braniewo będącą samodzielnym pododdziałem Wojsk Ochrony Pogranicza. Komenda początkowo liczyła etatowo 143 żołnierzy; w 1946 roku stan ten zmniejszono do 63 żołnierzy. Komendą dowodzi mjr Karol Strumiłło, a następnie mjr Kazimierz Galicz (od 10.1946). W 1948 roku rozkazem MON nr 055/Org. z 20.03.1948 na bazie dotychczasowego 22 Odcinka WOP sformowano w koszarach przy ul. Moniuszki 3 Samodzielny Batalion Ochrony Pogranicza (JW 1325). W skład batalionu wchodziło: dowództwo i sztab, sekcja polityczno-wychowawcza i ochrona sztabu, kwatermistrzostwo, plutony – transportowy i łączności.
10 kwietnia 1952 roku w koszarach przy ul. Moniuszki utworzono Szkołę Podoficerską Łączności WOP, w której szkolono specjalistów morskich dla WOP-u (z dniem 24 lipca 1958 szkoła została przeniesiona do Zgorzelca). Od 1967 roku w koszarach przy ul. Moniuszki sformowany został 12 Batalion Rozpoznania Radioelektronicznego podporządkowany Dowódcy Pomorskiego Okręgu Wojskowego. W 1984 do koszar przy ul. Moniuszki – opuszczonych przez 12 Batalion Rozpoznania Radioelektronicznego – został przeniesiony 16 Pułk Artylerii (JW 3510). Z dniem 31 grudnia 1989 roku pułk całkowicie opuścił koszary przy ul. Moniuszki i przeniósł się do koszar przy ul. Sikorskiego, a następnie, w 1994 roku, na aleje Wojska Polskiego.
W 1989 roku „białe koszary” zostały przekazane przez ówczesne Dowództwo Pomorskiego Okręgu Wojskowego władzom miasta Braniewa. Były to m.in. 3 obszerne bloki koszarowe (Moniuszki 22a, 22d, 22e) oraz sala gimnastyczna. Wszystkie budynki wymagały jednak remontu i adaptacji na potrzeby oświatowe. Wymieniono stolarkę, podłogi, centralne ogrzewanie oraz położono nową instalację elektryczną. Koszt remontu i adaptacji obiektów wyniósł ok. 300 milionów ówczesnych polskich złotych. Ze względu na koszty proces ten realizowano etapami. Współcześnie w obiektach byłych koszar mieszczą się placówki oświatowe i urzędy.

### Szkoła Podstawowa nr 5

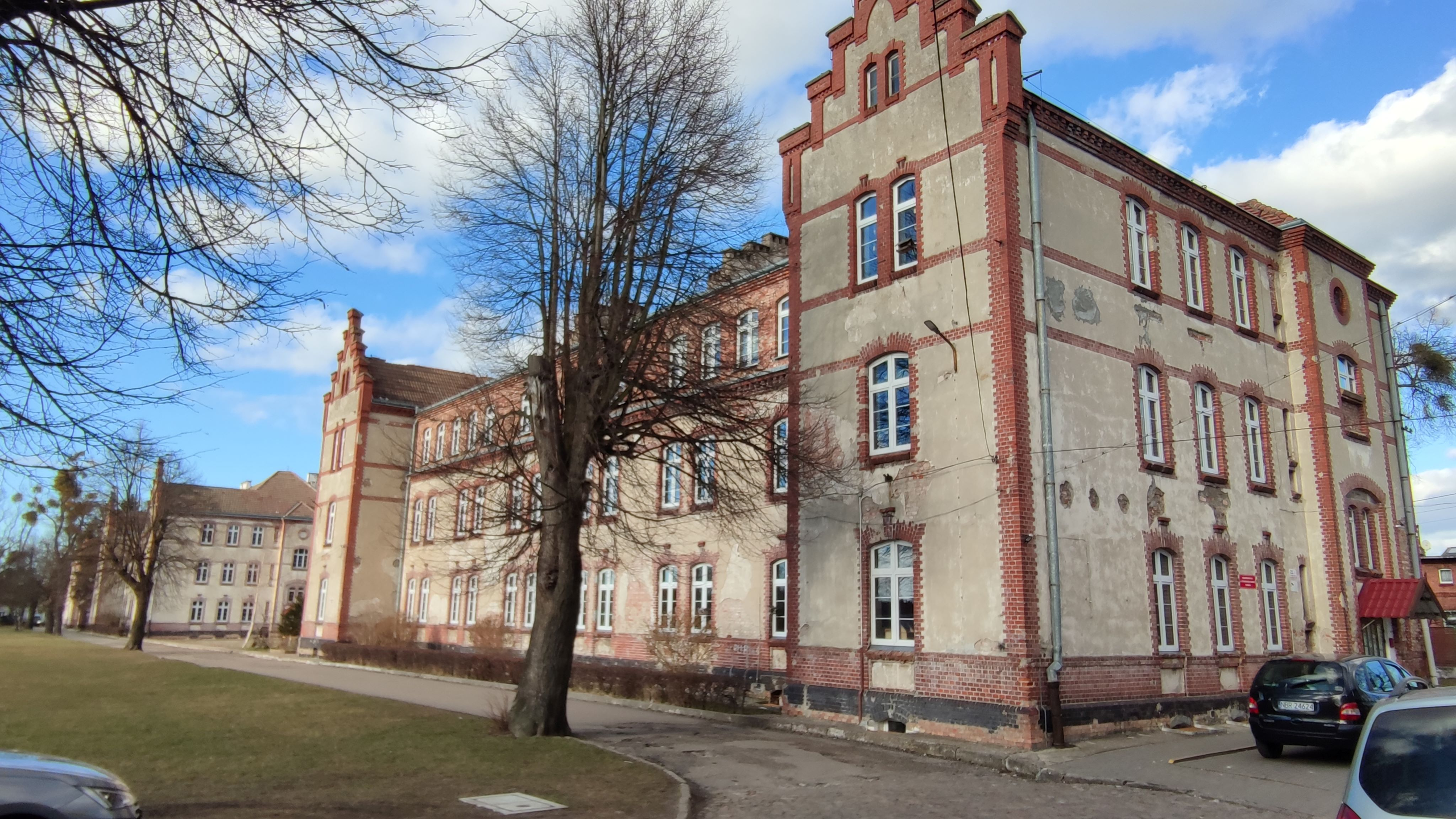
Szkoła Podstawowa nr 5

Głównym użytkownikiem „białych koszar” stała się Szkoła Podstawowa nr 5 (od 12 maja 2020 im. Ziemi Braniewskiej), z siedzibą pod adresem ul. Moniuszki 22a. Przejęte budynki znajdowały się w złym stanie technicznym, toteż dopiero od września 1990 rozpoczęła się w nich nauka w szkole podstawowej. Już w pierwszym roku, 1990, naukę w szkole rozpoczęło prawie 700 uczniów w klasach I–VI, w 25 oddziałach. Od 1 września 1999 do 31 sierpnia 2019 roku w jednym z budynków budynku szkoły, ul. Moniuszki 22d, funkcjonowało Gimnazjum nr 2 w Braniewie.
Uczniowie Osiedla Wojskowego, znajdującego się po drugiej stronie torów, często przekraczali linię kolejową wprost przez torowisko, gdyż najbliższy przejazd strzeżony znajdował się przy ul. Stefczyka, a to wiązało się z nadkładaniem drogi (strzeżony był ten przejazd do 2001 roku). To zmobilizowało władze miasta do wyasygnowania funduszy, aby stworzyć tu bezpieczne przejście. Po trzech latach, w 1992, udało się sfinalizować projekt budowy, położonej tuż przy szkole, kładki pieszej nad torami.
W grudniu 2009 roku na części szkolnego boiska zostało otwarte miasteczko ruchu drogowego. Plac był oświetlony, wyposażony w ławeczki i ogólnodostępny. W 2022 roku, podczas rozpoczęcia remontu kompleksu szkolnego, miasteczko ruchu drogowego zostało zlikwidowane.
W 2023 roku dzięki pozyskanym funduszom zewnętrznym przeprowadzono termomodernizację obiektów szkoły. W ramach remontu zrealizowano m.in: izolację przeciwwilgociową budynków, remont elewacji, docieplenie ścian zewnętrznych od wewnątrz, docieplenie ścian przy gruncie, docieplenie stropów poddaszy oraz wymianę pokryć dachowych, wymianę obróbek blacharskich, rynien i rur spustowych, parapetów, remont naświetli i krat okiennych, wymianę instalacji elektrycznych i sanitarnych. Oprócz tego inwestycja objęła budowę infrastruktury sportowej: boiska do gry w piłkę nożną o nawierzchni typu „sztuczna trawa”, z ogrodzeniem panelowym i piłkochwytami, bieżni sportowej okólnej 4-torowej z odcinkiem prostym do biegów na 100 m, skoczni w dal z podwójnym rozbiegiem o nawierzchni poliuretanowej, rzutni kulą o betonowej nawierzchni koła do rzutu, odwodnienie terenu, oświetlenie i monitoring, placu zabaw o nawierzchni poliuretanowej, bramy wjazdowej i ogrodzenia terenu.

### Specjalny Ośrodek Szkolno-Wychowawczy

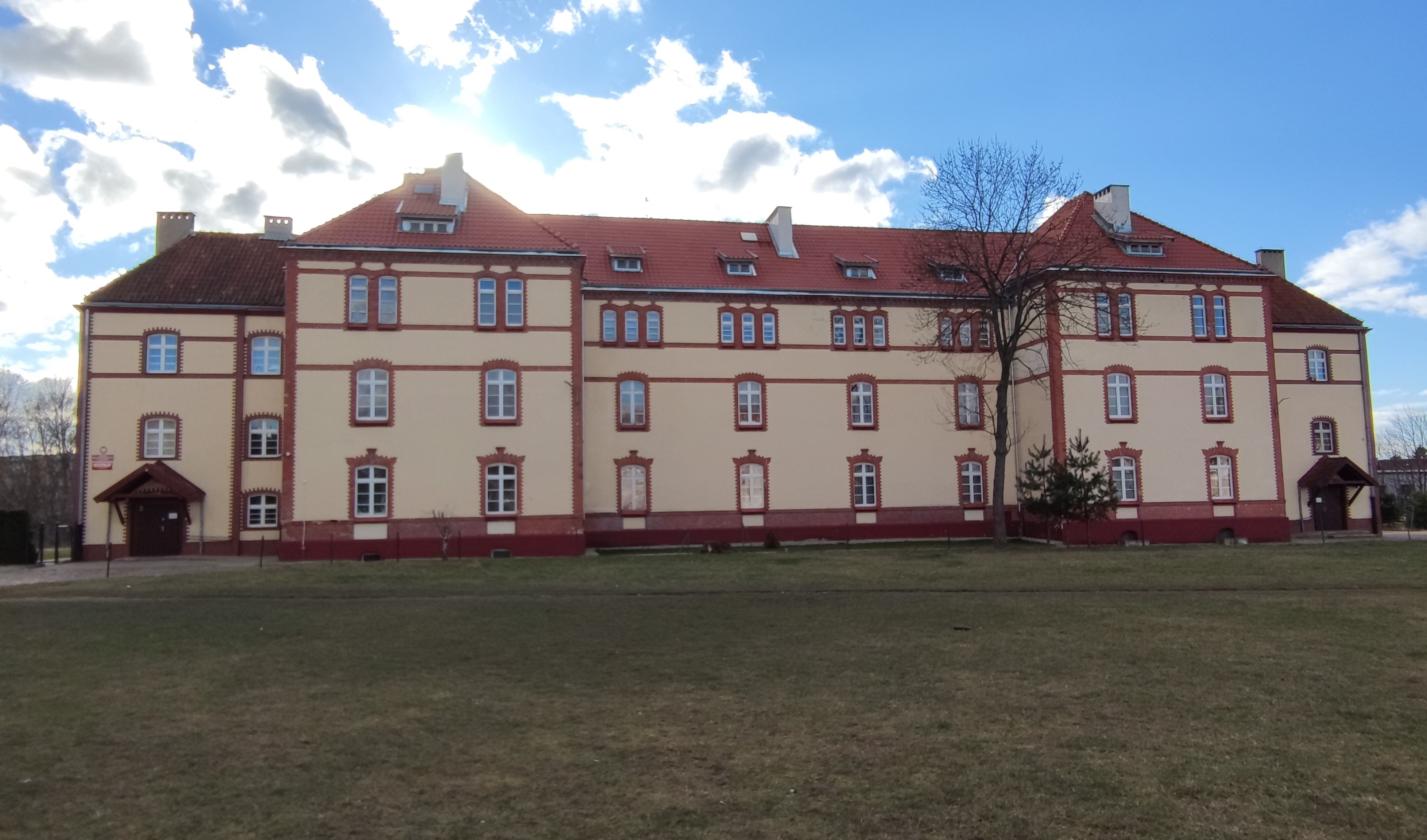
Ośrodek Szkolno-Wychowawczy

Szkolnictwo specjalne na terenie Braniewa zostało zapoczątkowane w roku 1965. Pierwszą klasę specjalną utworzono przy Szkole Podstawowej nr 2 przy ul. Konarskiego. Ośrodek Szkolno-Wychowawczy w Braniewie został utworzony 1 września 1986 roku. W jego skład wchodziły wówczas: szkoła podstawowa, zasadnicza szkoła zawodowa oraz internat. Siedziba znajdowała się przy ul. Rzemieślniczej. Placówka zatrudniała 22 nauczycieli, a uczyło się w niej 124 uczniów.
W maju 1990 roku Urząd Miasta i Rada Miejska w Braniewie podjęły decyzję, aby przeznaczyć część obiektów po wojsku na potrzeby szkoły specjalnej. Rozpoczął się remont budynków pokoszarowych przy ul. Moniuszki, w których swoją główną siedzibę od sierpnia 1998 roku znalazł Specjalny Ośrodek Szkolno-Wychowawczy. Ośrodek prowadzi działalność dydaktyczną i opiekuńczo-wychowawcza dla dzieci z lekką, umiarkowaną i znaczną niepełnosprawnością intelektualną. W skład OSW wchodzą: szkoła podstawowa, zawodowa i szkoła przysposabiająca do pracy. Od 2005 działa w ośrodku stołówka, zapewniająca wychowankom całodobowe wyżywienie. W placówce pracuje 38 pedagogów oraz 11 osób w administracji i obsłudze (rok 2006).

### Wojskowa Komenda Uzupełnień (ul. Moniuszki 20)

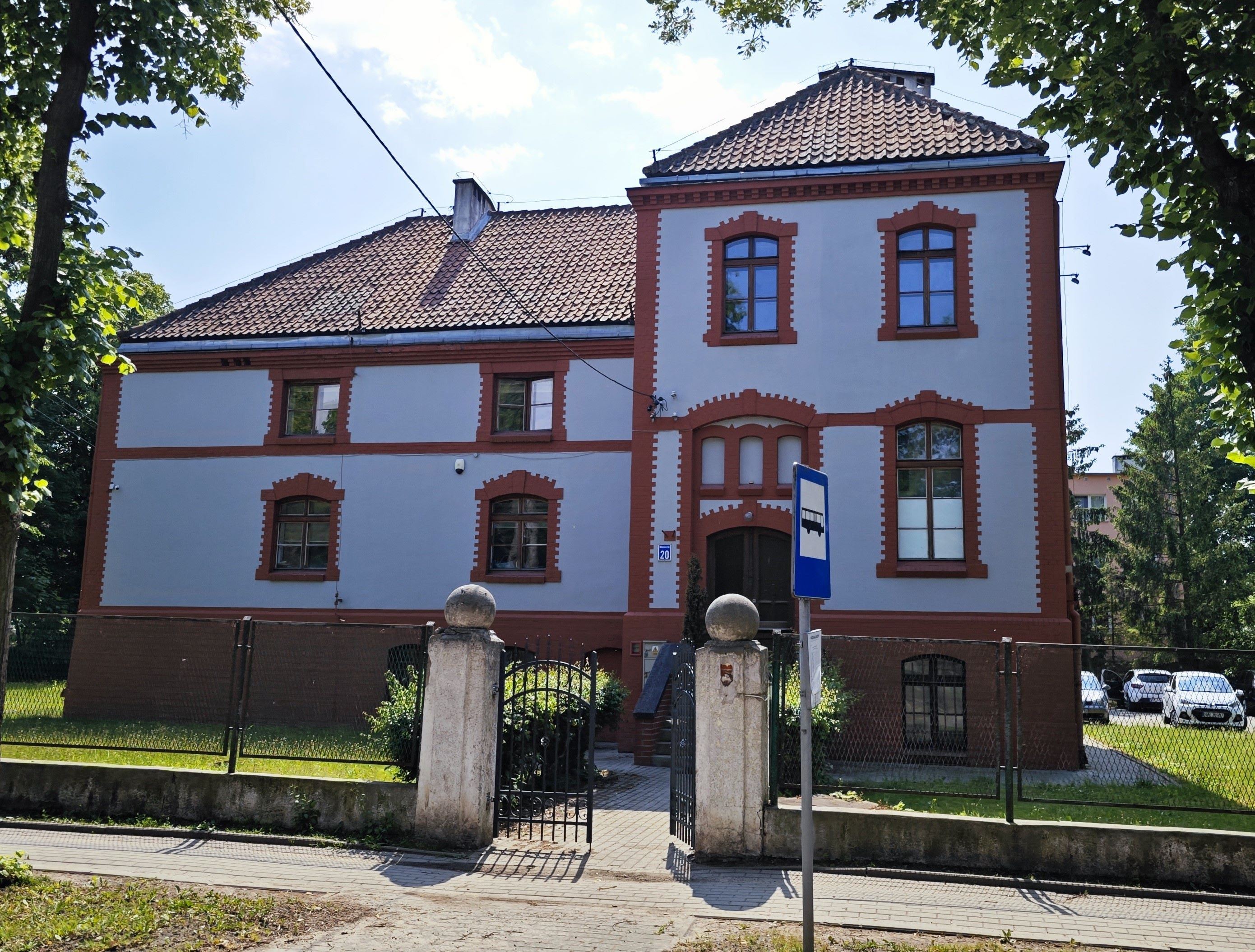
Do 2002 siedziba WKU

W 1945 roku utworzono przy kompleksie koszarowym Rejonową Komendę Uzupełnień. W 1965 roku (1967) Rejonowa Komenda Uzupełnień przemianowana została w Powiatowy Sztab Wojskowy, a następnie w roku 1975 w Wojskową Komendę Uzupełnień. WKU w Braniewie funkcjonowało przy ul. Moniuszki do 2002 roku, od 1 września 2002 jego zadania przejęła WKU w Elblągu. Następnie w budynku przez wiele lat mieścił się Zakład Ubezpieczeń Społecznych, a aktualnie (2023) Krajowa Izba Doradców Podatkowych (KIDP).

## Obiekty byłych „białych koszar”
- ul. Moniuszki 18 – budynek mieszkalny, pierwotnie mieszkania oficerskie[5]
- ul. Moniuszki 18A
- ul. Moniuszki 20 – siedziba m.in. WKU i ZUS
- ul. Moniuszki 22a, budynek nr 6 – Szkoła podstawowa nr 5 im. Ziemi Braniewskiej w Braniewie
- ul. Moniuszki 22c – budynek przy bramie głównej, budynek SP 5, od 2017 Świetlicowy Klub Środowiskowy[26]
- ul. Moniuszki 22d, budynek nr 4 – w latach 1999–2019 Gimnazjum nr 2, następnie z powrotem SP 5
- ul. Moniuszki 22e, blok nr 12, Specjalny Ośrodek Szkolno-Wychowawczy
- sala gimnastyczna
- kasyno (obiekt współcześnie wyłączony z eksploatacji)
- niezachowane: blok 10 – jedyny niezachowany po II wojnie światowej główny blok kompleksu koszarowego, baraki pomiędzy głównymi budynkami (służyły m.in. jako węzły sanitarne, gdyż w budynkach przed wojną ich nie było), lazaret[5]

## Fotografie

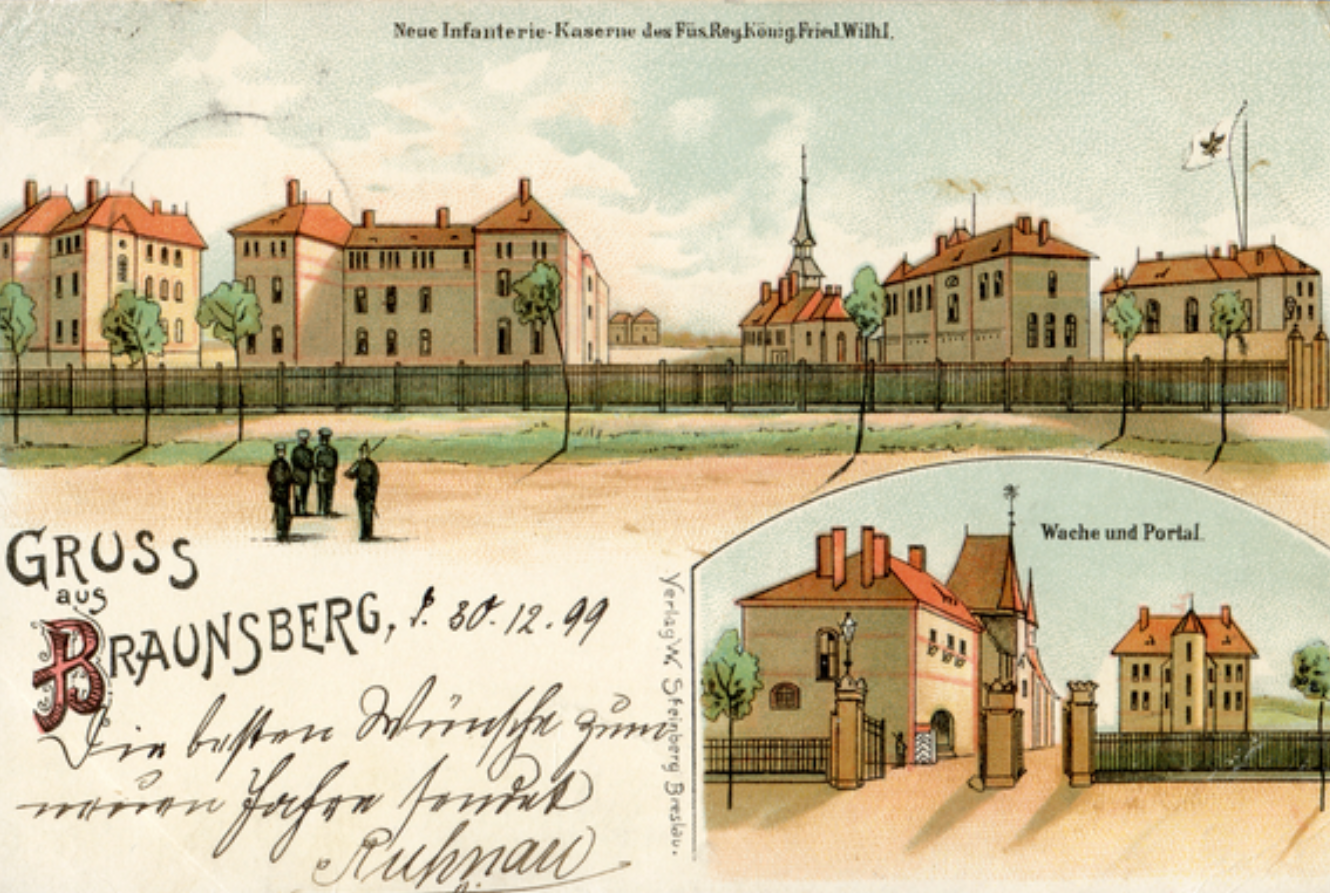
„Białe koszary” (1899)
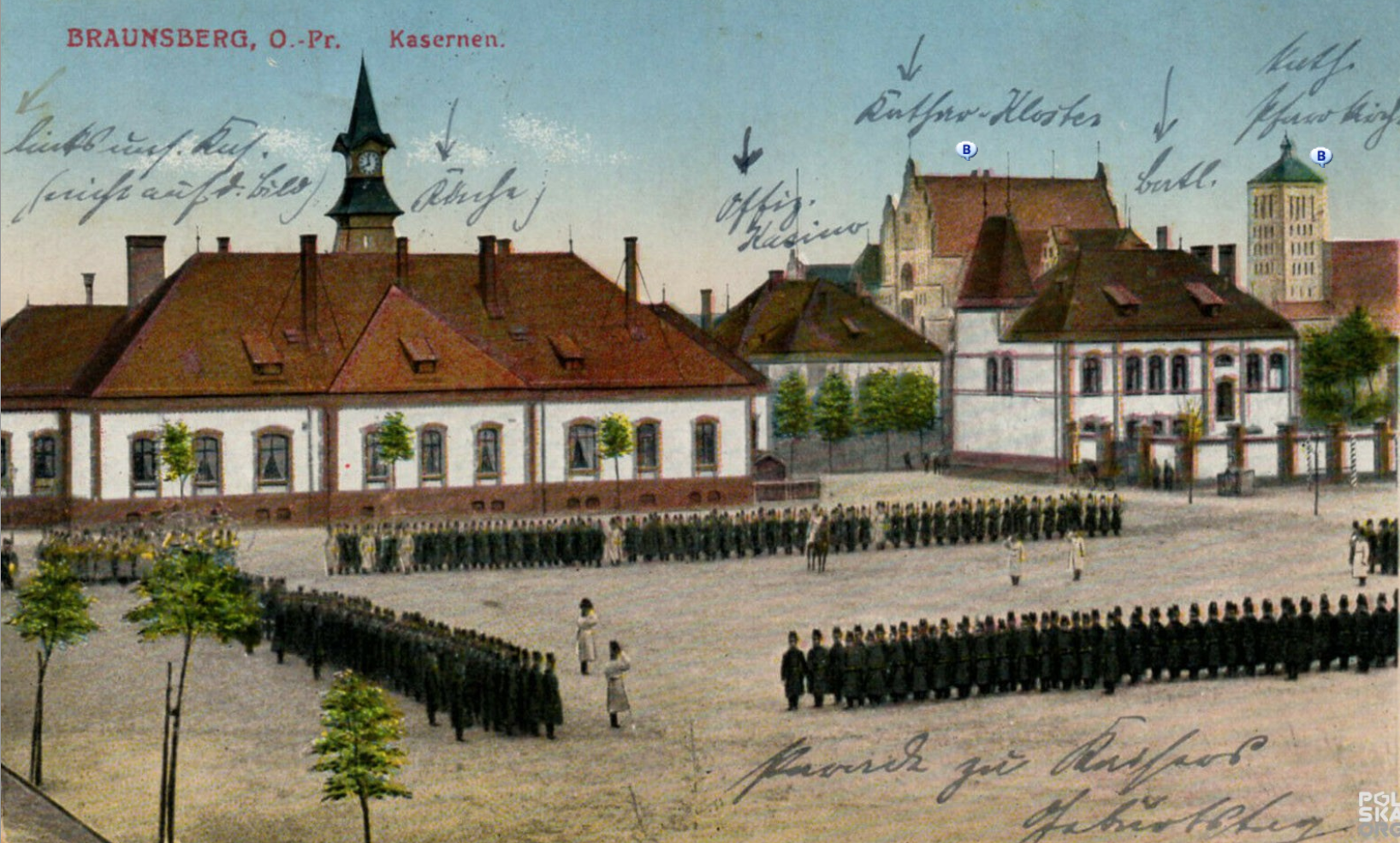
„Białe koszary” (1917)
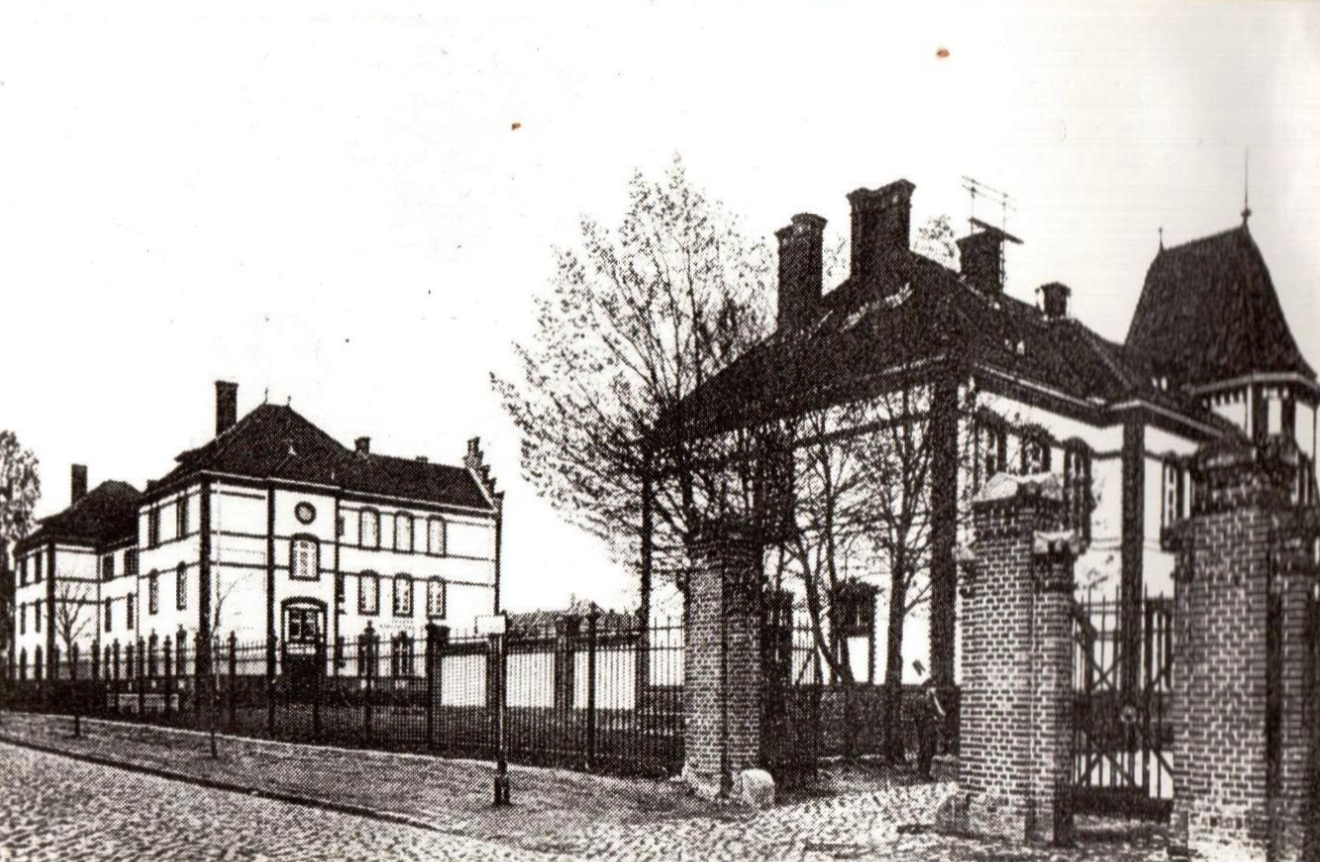
„Białe koszary” przed 1945, ulica jest już wybrukowana
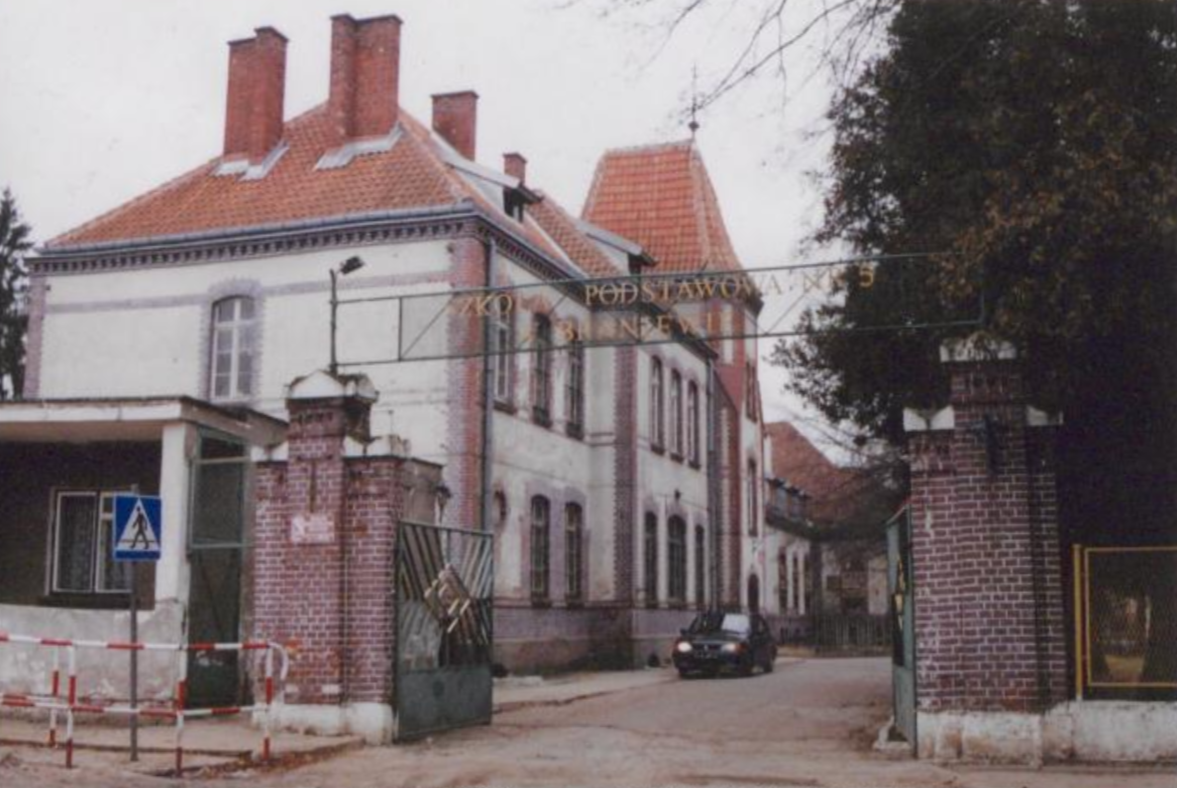
Brama SP 5, 2000
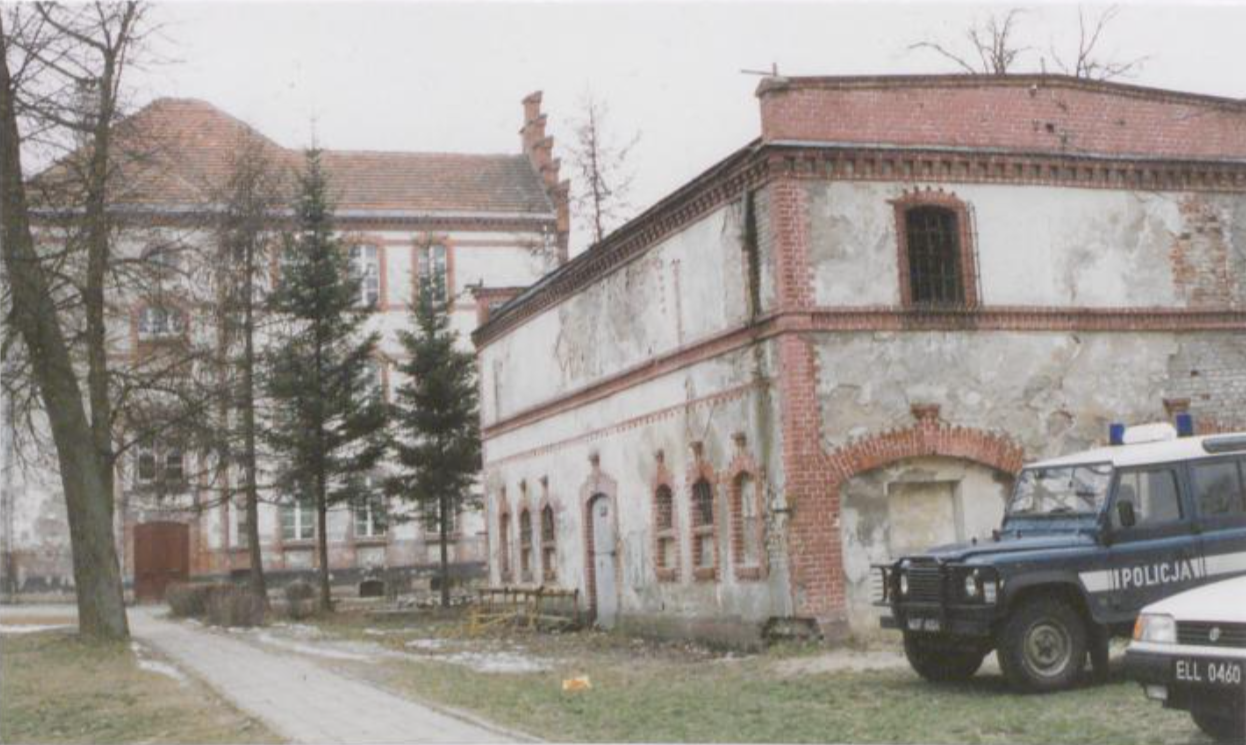
Rozebrany budynek białych koszar
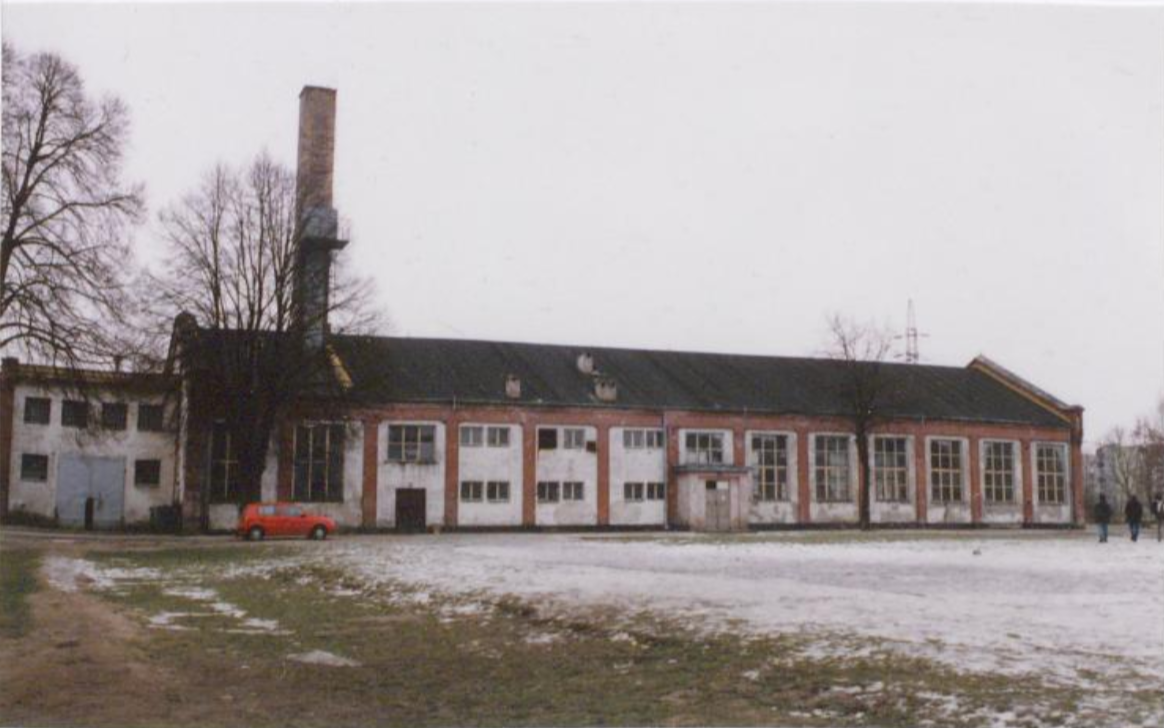
Sala gimnastyczna, 2000
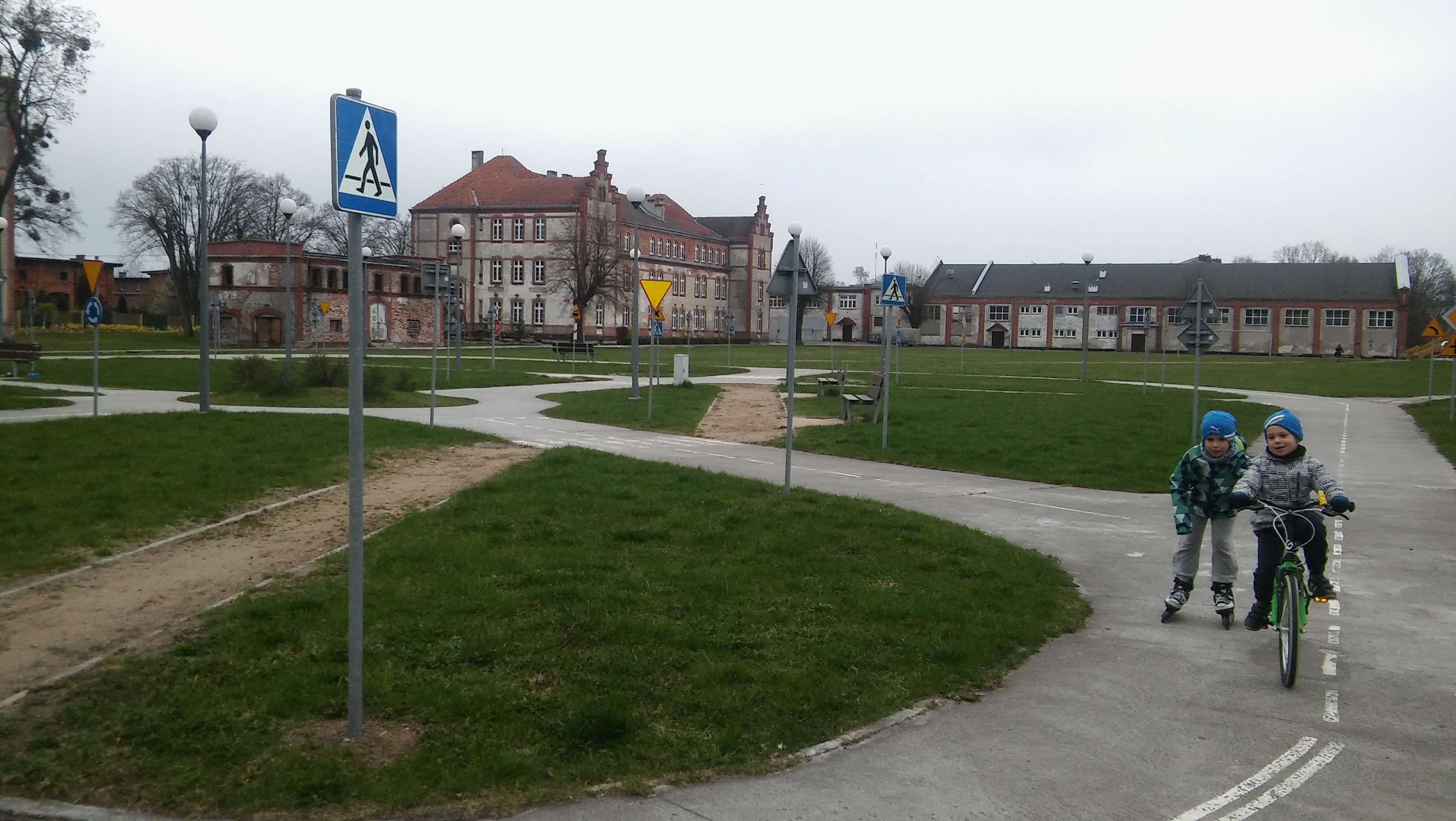
Miasteczko ruchu drogowego (2016)
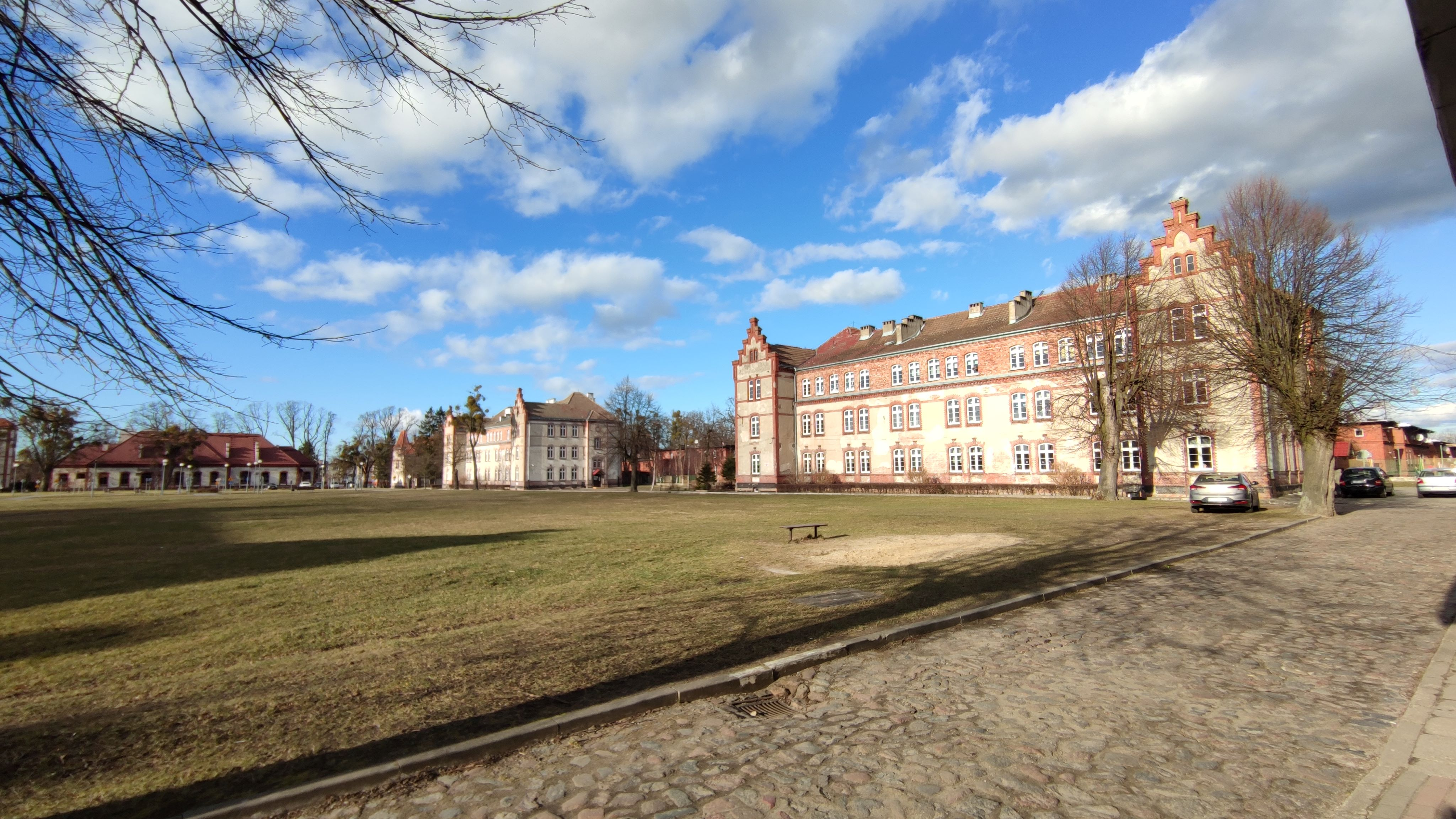
„Białe koszary” (2022)
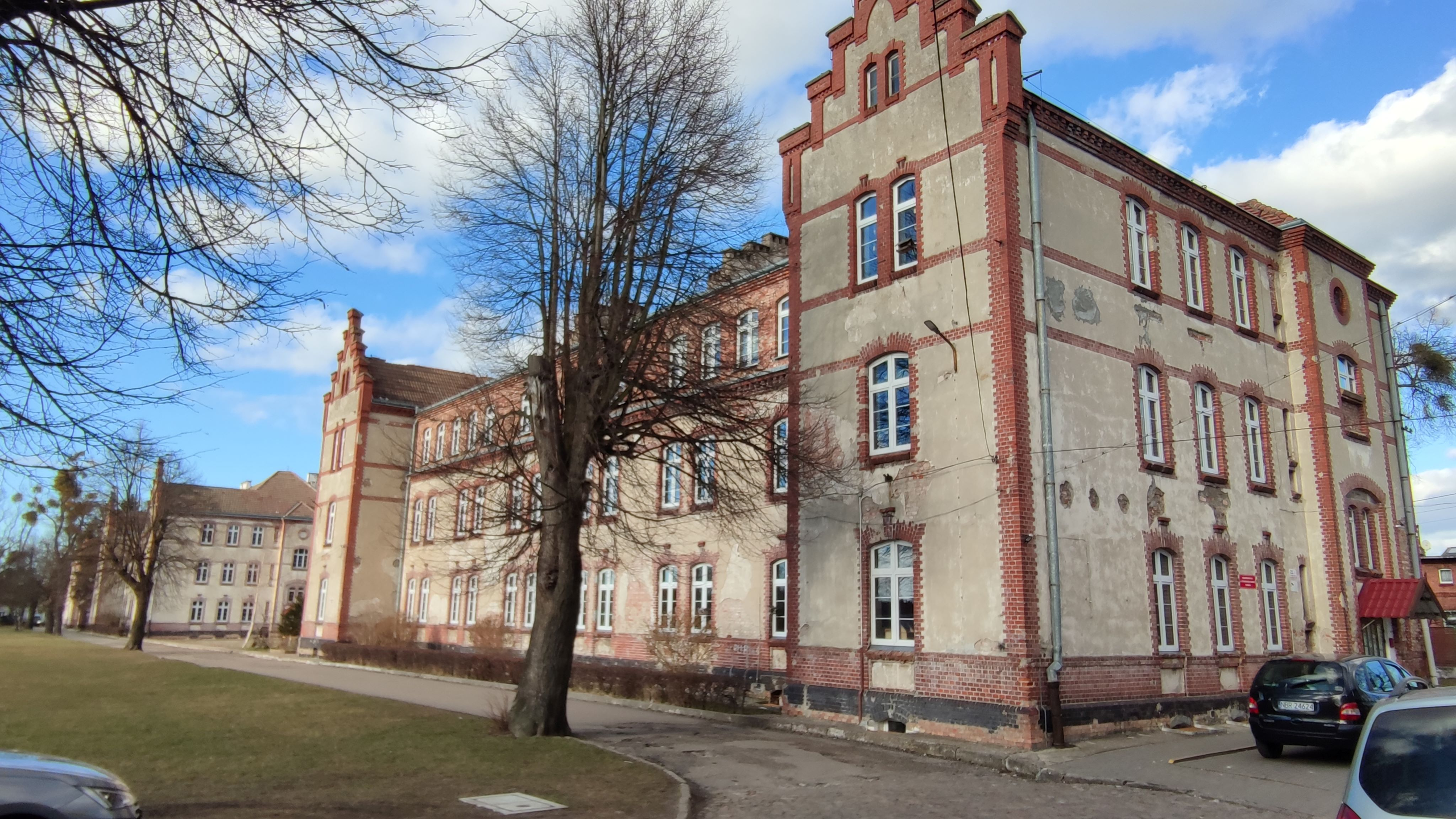
Szkoła podstawowa
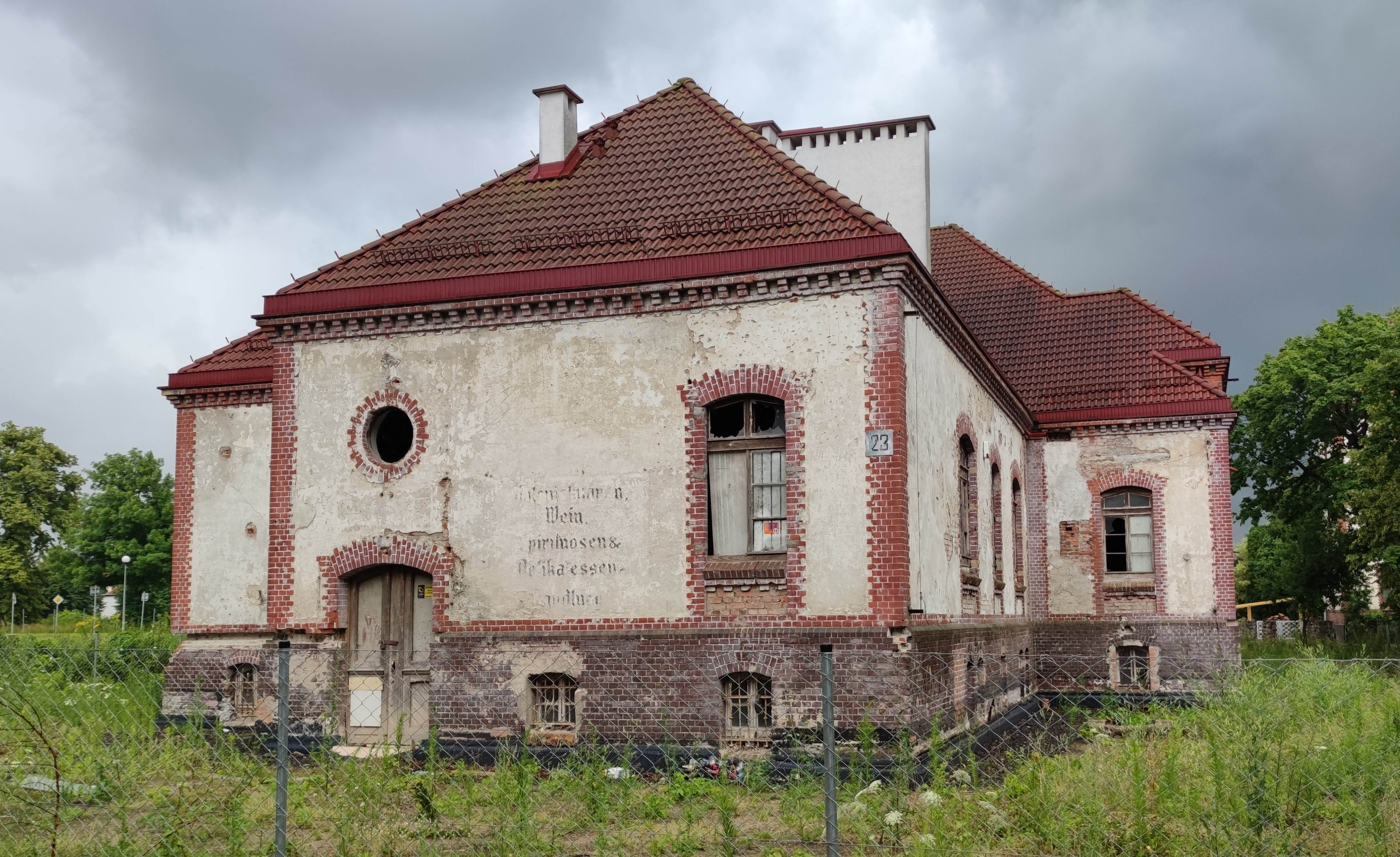
„Kolonialwaren, Wein, Spirituosen & Delikatessenhandlung”
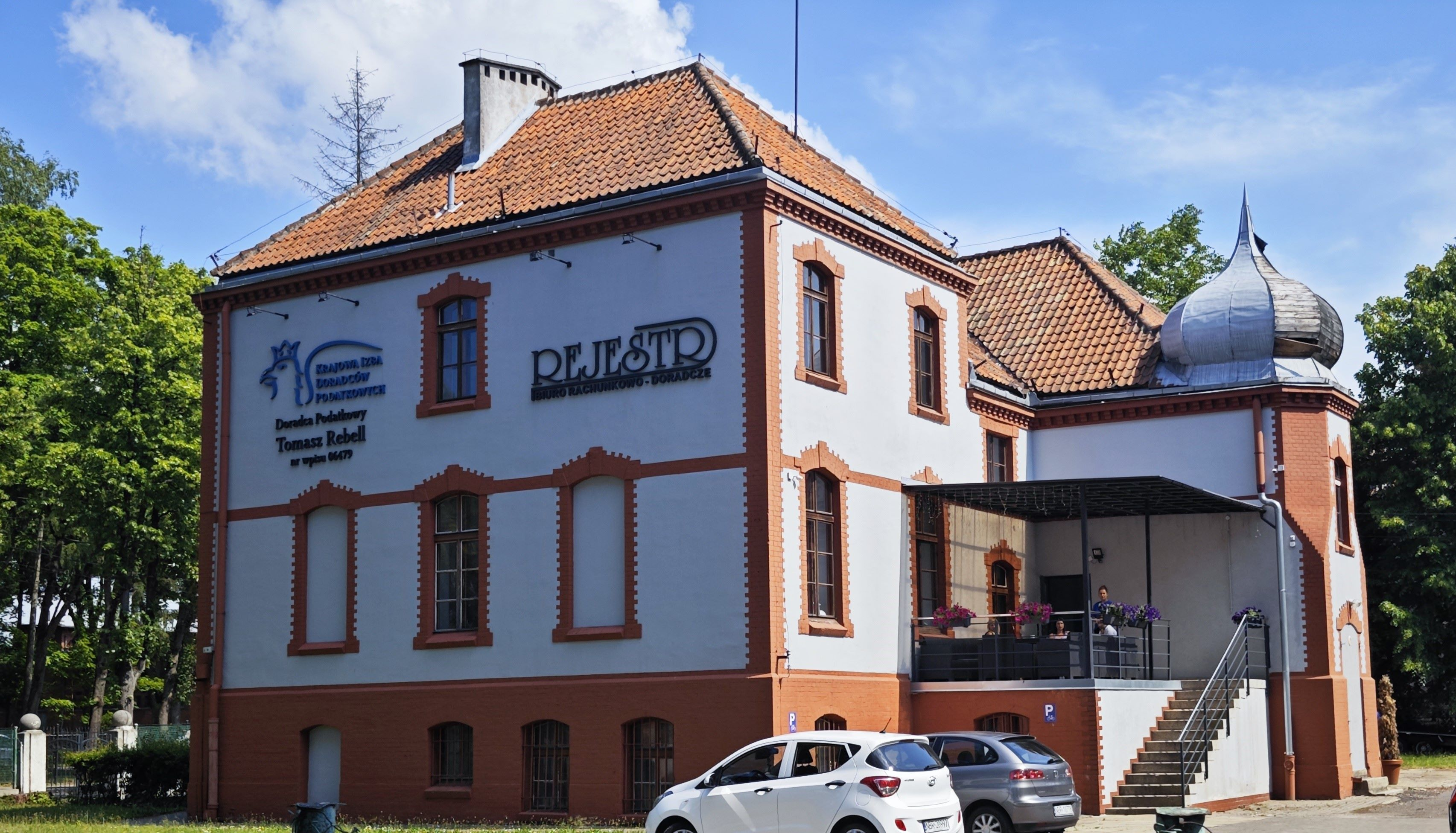
Moniuszki 20
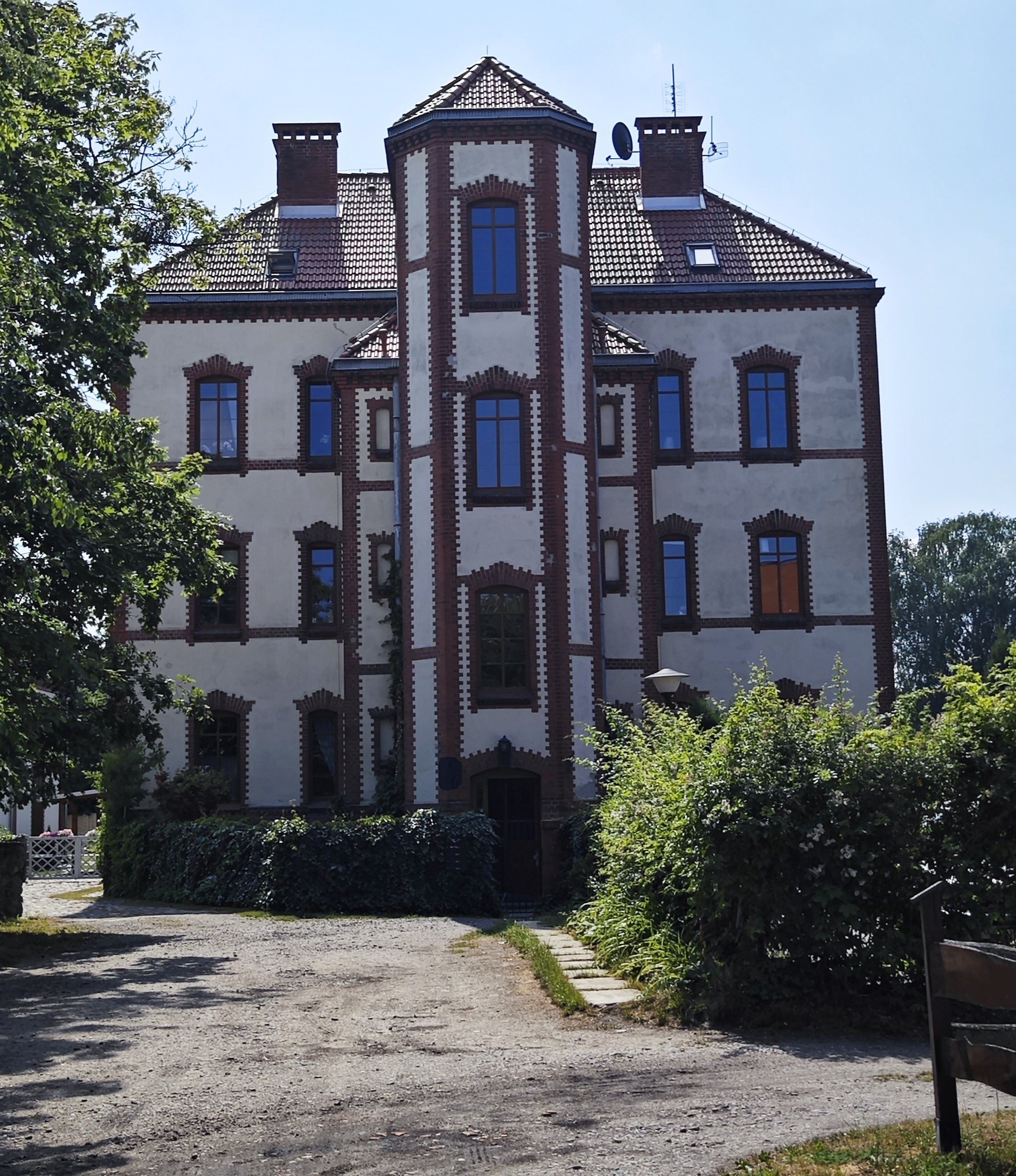
Moniuszki 18
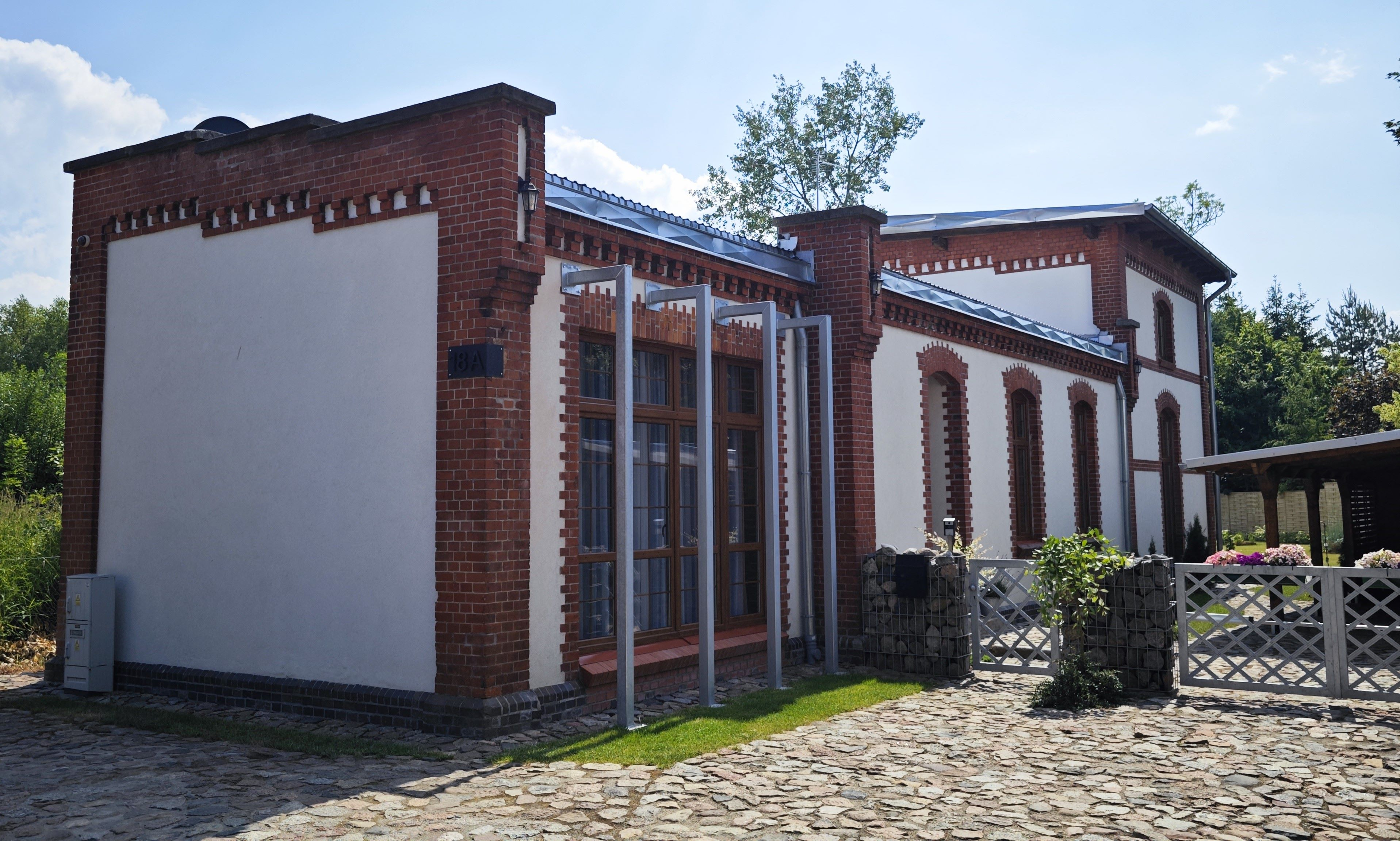
Moniuszki 18A
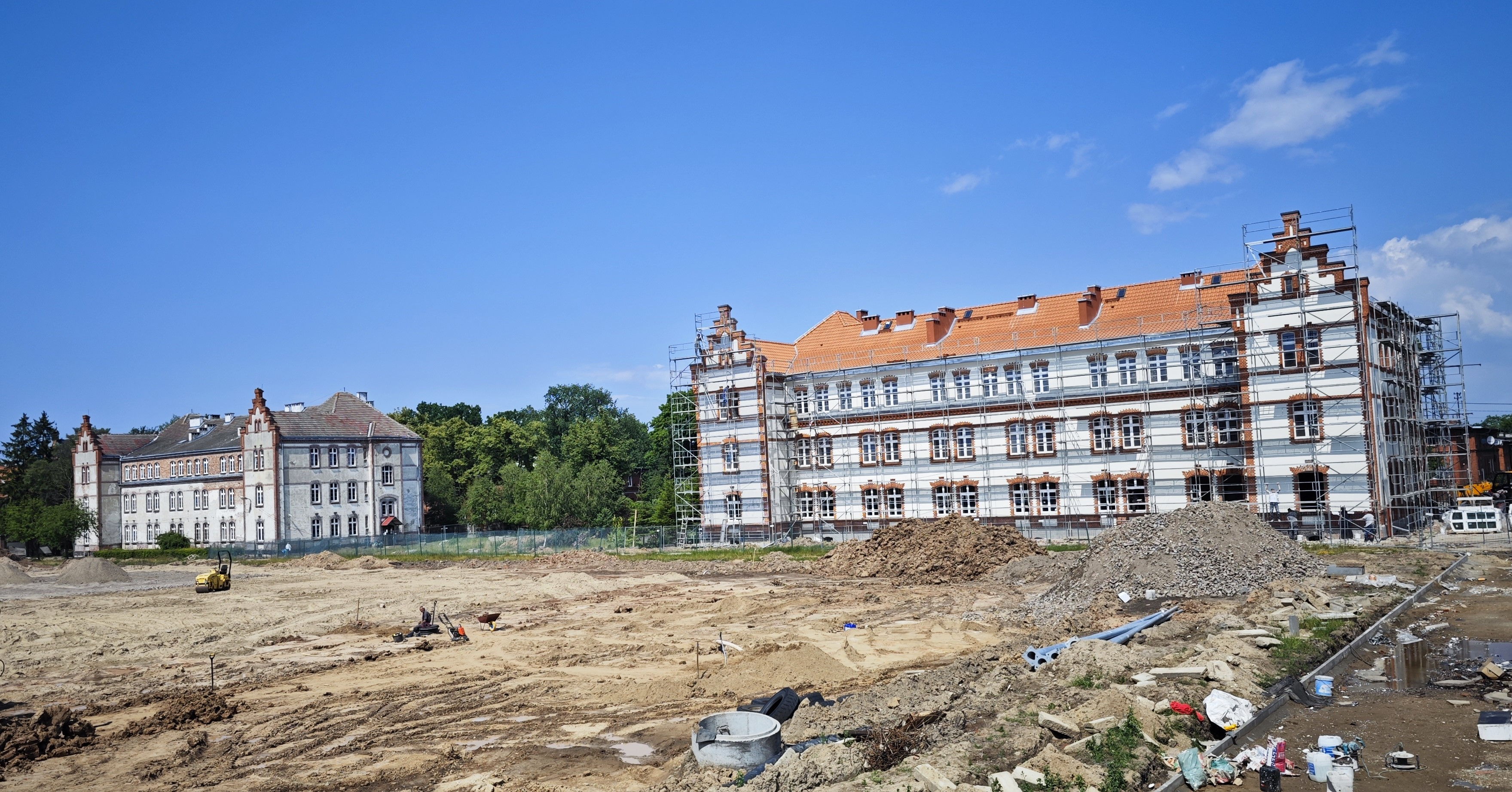
„Białe koszary” podczas remontu (2023)
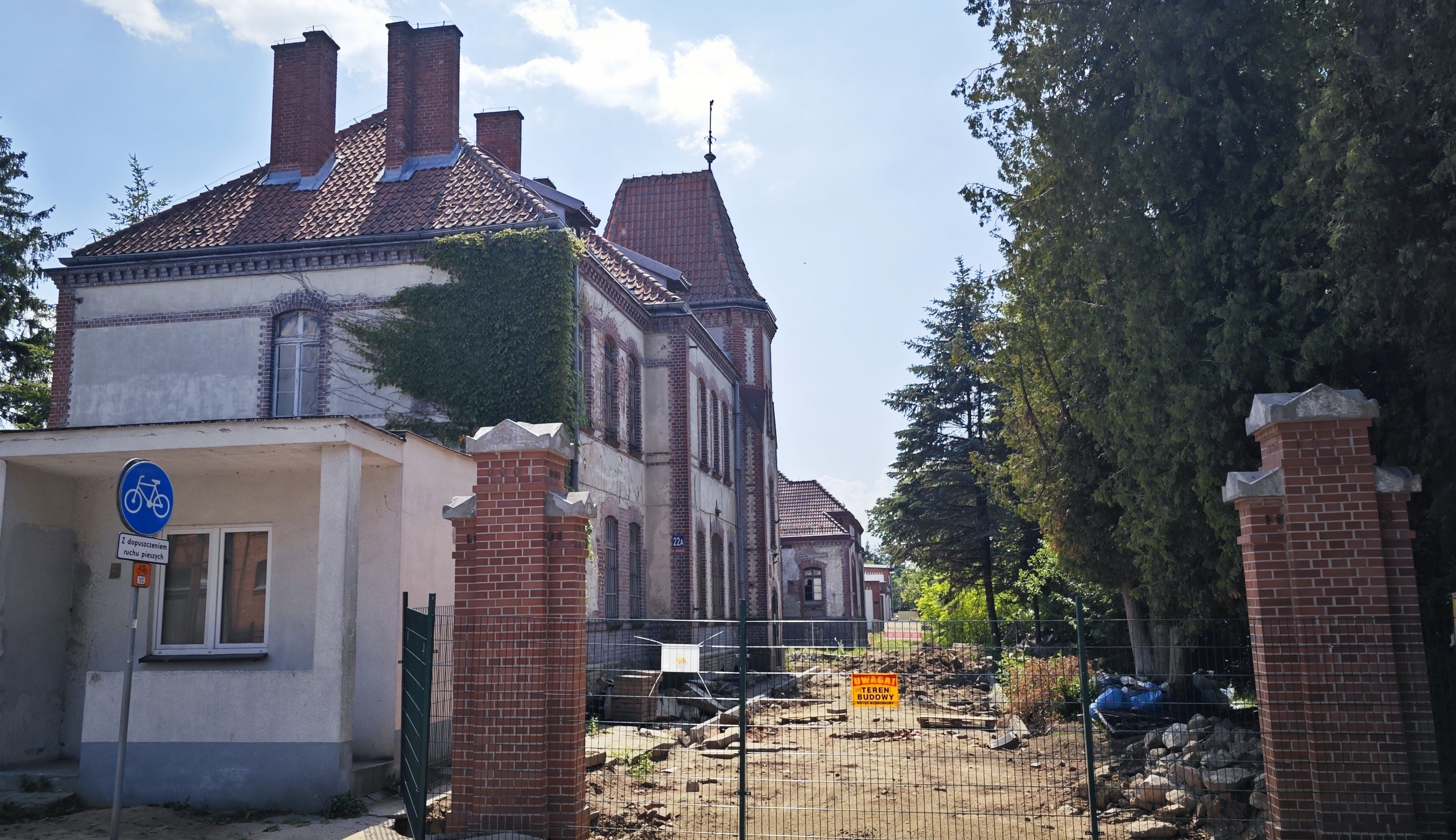
„Białe koszary” podczas remontu (2023)
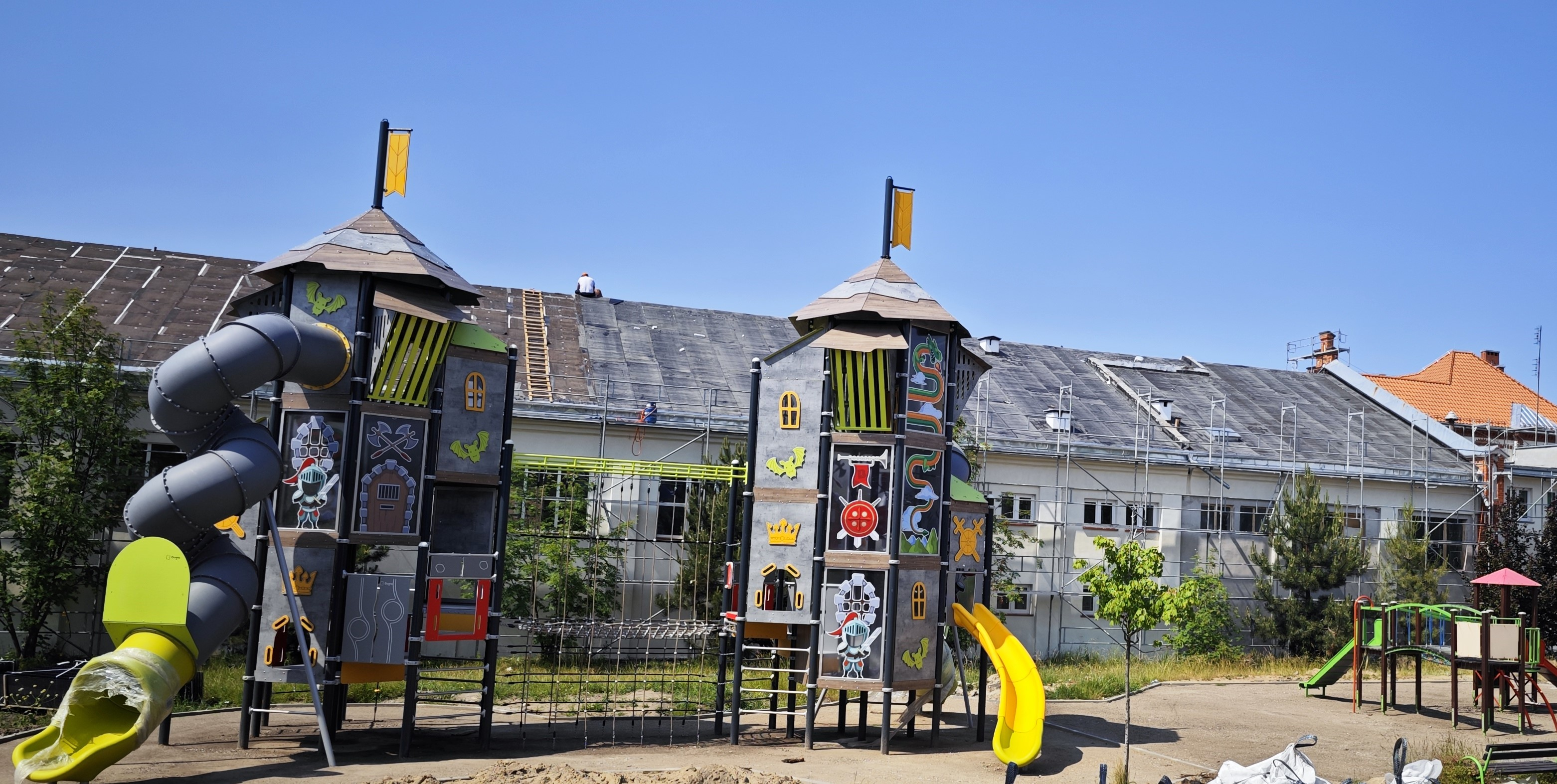
Plac zabaw (2023)
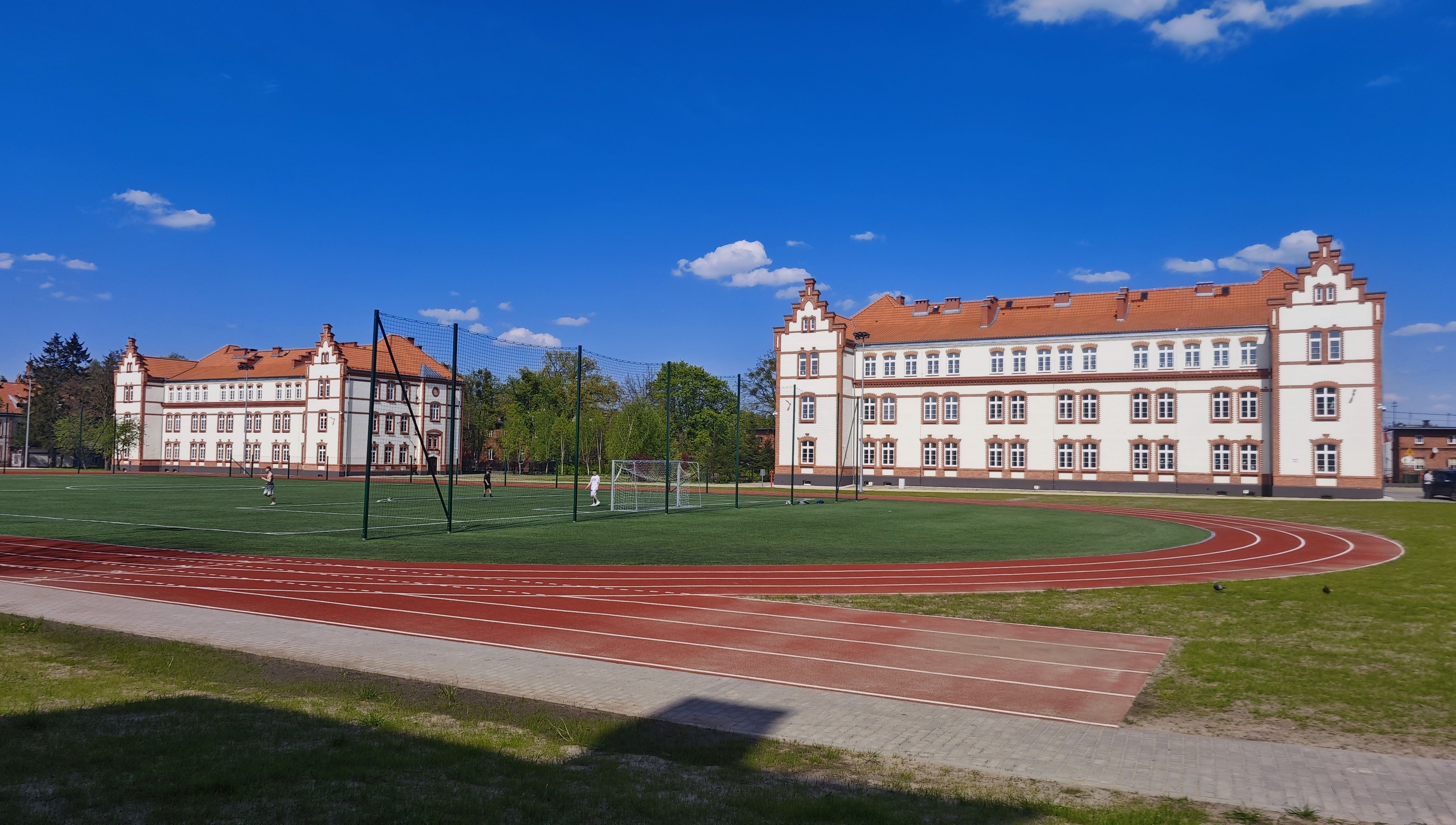
Szkoła po remoncie (2024)